# Håvard Bjerkeli
Håvard Bjerkeli (* 5. August 1977 in Molde) ist ein ehemaliger norwegischer Skilangläufer. Er startete vorwiegend im Sprint.

## Werdegang
Bjerkeli trat erstmals international bei den Juniorenweltmeisterschaften 1996 in Asiago in Erscheinung. Dort errang er den 32. Platz über 10 km Freistil. Im folgenden Jahr wurde er bei den norwegischen Meisterschaften Zweiter mit der Staffel von Isfjorden IL. Sein erstes Weltcuprennen lief er im Dezember 1998 in Mailand und belegte dabei den 12. Platz im Sprint und holte damit auch seine ersten Weltcuppunkte. Im selben Monat erreichte er bei Sprintrennen in Engelberg und Kitzbühel mit dem Plätzen sieben und neun seine ersten Top-Zehn-Platzierungen im Weltcup. In der Saison 1999/2000 kam er bei allen fünf Weltcupteilnahmen im Sprint in die Punkteränge, davon dreimal unter den ersten Zehn. Beim Weltcup in Kitzbühel holte er mit dem dritten Platz seine erste Podestplatzierung im Weltcup und belegte zum Saisonende den sechsten Rang im Sprintweltcup. Auch in der folgenden Saison erreichte er bei allen Sprintrennen im Weltcuppunkte, darunter erneut drei Top-Zehn-Resultate und errang damit den siebten Platz im Sprintweltcup. Zu Beginn der Saison 2001/02 holte er in Kuopio mit der Staffel seinen ersten Weltcupsieg. Im weiteren Saisonverlauf siegte er auch im Sprintrennen in Salzburg und errang zum Saisonende den 18. Platz im Gesamtweltcup und den fünften Platz im Sprintweltcup. Bei den Olympischen Winterspielen 2002 in Salt Lake City wurde er im Sprintwettbewerb Dreizehnter. In der folgenden Saison kam er bei Sprintweltcups viermal unter den ersten Zehn. Im März 2003 gewann er in Oslo und errang den sechsten Platz im Sprintweltcup. Bei den Nordischen Skiweltmeisterschaften 2003 im Val di Fiemme die Silbermedaille im Sprint-Wettbewerb. Zudem belegte er den 30. Platz über 50 km Freistil. Ebenfalls 2003 wurde er norwegischer Meister im Sprint. Zu Beginn der Saison 2003/04 kam er mit dem dritten Platz zusammen Tor Arne Hetland im Teamsprint erneut aufs Podest. Beim Weltcup in Toblach siegte er zusammen mit Tor Arne Hetland im Teamsprint. Es folgte im Sprint ein dritter Platz in Nové Město und ein weiterer Sieg in Drammen. Zum Saisonende erreichte er den 18. Platz im Gesamtweltcup und den dritten Rang im Sprintweltcup. Zum Auftakt der Saison 2004/05 gewann er zusammen mit Tor Arne Hetland den Teamsprint in Düsseldorf. In den Einzelsprintrennen konnte er seine starken Leistungen aus den Jahren zuvor nicht wiederholen. Nach der Saison 2005/06 beendete er seine aktive Karriere.
Bjerkeli nahm an 57 Einzelrennen im Weltcup teil und kam dabei 22-mal unter den ersten Zehn und fünfmal aufs Podest.
Håvard Bjerkeli ist mit der norwegischen Langläuferin Marit Roaldseth verheiratet.

## Erfolge

### Medaillen bei Weltmeisterschaften
- 2003 im Val di Fiemme: Silber im Sprint

### Siege bei Weltcuprennen

#### Weltcupsiege im Einzel
| Nr. | Datum             | Ort      | Disziplin               |
| --- | ----------------- | -------- | ----------------------- |
| 1.  | 29. Dezember 2001 | Salzburg | 1,5 km Sprint klassisch |
| 2.  | 6. März 2003      | Oslo     | 1,5 km Sprint klassisch |
| 3.  | 26. Februar 2004  | Drammen  | 1,2 km Sprint klassisch |

#### Weltcupsiege im Team
| Nr. | Datum             | Ort        | Disziplin                        |
| --- | ----------------- | ---------- | -------------------------------- |
| 1.  | 27. November 2001 | Kuopio     | 4 × 10 km Staffel 1              |
| 2.  | 7. Dezember 2003  | Toblach    | 6 × 1,2 km Teamsprint Freistil 2 |
| 3.  | 24. Oktober 2004  | Düsseldorf | 6 × 1,5 km Teamsprint Freistil 2 |

### Siege bei Continental-Cup-Rennen
| Nr. | Datum             | Ort  | Disziplin       | Serie           |
| --- | ----------------- | ---- | --------------- | --------------- |
| 1.  | 10. Dezember 2000 | Orsa | 15 km klassisch | Continental Cup |

## Statistik

### Teilnahmen an Weltmeisterschaften und Olympischen Winterspielen

#### Olympische Spiele
- 2002 Salt Lake City: 13. Platz Sprint Freistil

#### Nordische Skiweltmeisterschaften
- 2003 Val di Fiemme: 2. Platz Sprint Freistil, 30. Platz 50 km Freistil

### Platzierungen im Weltcup

#### Weltcup-Statistik
Die Tabelle zeigt die erreichten Platzierungen im Einzelnen.
- 1.–3. Platz: Anzahl der Podiumsplatzierungen
- Top 10: Anzahl der Platzierungen unter den ersten zehn
- Punkteränge: Anzahl der Platzierungen innerhalb der Punkteränge
- Starts: Anzahl gelaufener Rennen in der jeweiligen Disziplin
- Hinweis: Bei den Distanzrennen erfolgt die Einordnung gemäß FIS.

| Platzierung         | Distanzrennen a | Distanzrennen a | Distanzrennen a | Distanzrennen a | Distanzrennen a | Skiathlon Verfolgung | Sprint | Etappen- rennen b | Gesamt | Team c | Team c  |
| Platzierung         | ≤ 5 km          | ≤ 10 km         | ≤ 15 km         | ≤ 30 km         | > 30 km         | Skiathlon Verfolgung | Sprint | Etappen- rennen b | Gesamt | Sprint | Staffel |
| ------------------- | --------------- | --------------- | --------------- | --------------- | --------------- | -------------------- | ------ | ----------------- | ------ | ------ | ------- |
| 1. Platz            |                 |                 |                 |                 |                 |                      | 3      |                   | 3      | 2      | 1       |
| 2. Platz            |                 |                 |                 |                 |                 |                      |        |                   |        |        |         |
| 3. Platz            |                 |                 |                 |                 |                 |                      | 2      |                   | 2      | 1      |         |
| Top 10              |                 |                 |                 |                 |                 |                      | 22     |                   | 22     | 4      | 4       |
| Punkteränge         |                 | 2               |                 |                 | 1               |                      | 40     |                   | 43     | 4      | 5       |
| Starts              |                 | 5               | 5               | 1               | 4               | 1                    | 41     |                   | 57     | 4      | 5       |
| Stand: Karriereende |                 |                 |                 |                 |                 |                      |        |                   |        |        |         |

#### Weltcup-Gesamtplatzierungen
| Saison    | Gesamt | Gesamt | Sprint | Sprint |
| Saison    | Punkte | Platz  | Punkte | Platz  |
| --------- | ------ | ------ | ------ | ------ |
| 1998/99   | 22     | 59.    | 103    | 24.    |
| 1999/2000 | 159    | 37.    | 159    | 6.     |
| 2000/01   | 135    | 36.    | 177    | 7.     |
| 2001/02   | 210    | 18.    | 249    | 5.     |
| 2002/03   | 190    | 27.    | 267    | 6.     |
| 2003/04   | 337    | 18.    | 337    | 3.     |
| 2004/05   | 26     | 89.    | 26     | 43.    |
| 2005/06   | 60     | 73.    | 60     | 29.    |